# Siedmiu książąt i tysiącletni labirynt
Siedmiu książąt i tysiącletni labirynt (jap. 千年迷宮の七王子 Sennen meikyū no nana ōji) – manga napisana przez Yu Aikawę i zilustrowana przez Haruno Atori, publikowana na łamach magazynu „Gekkan Comic Zero Sum” wydawnictwa Ichijinsha od sierpnia 2014 do maja 2016.

## Fabuła
Ewan Juno pewnego dnia budzi się w nieznanym mu miejscu, otoczony kamiennymi ścianami i niezliczonymi korytarzami. Okazuje się, że jest jednym z ośmiu młodych mężczyzn uwięzionych w tysiącletnim labiryncie, którzy zostali wytypowani do udziału w ceremonii wyboru kolejnego cesarza. Podczas walki o przetrwanie, muszą unikać licznych pułapek, które na nich czekają, jeśli kiedykolwiek mają uciec i poznać prawdę kryjącą się za labiryntem.

## Publikacja serii
Manga ukazywała się w magazynie „Gekkan Comic Zero Sum” od 28 sierpnia 2014 do 28 maja 2016. Wydawnictwo Ichijinsha zebrało jej rozdziały w 4 tankōbonach, wydawanych od 24 stycznia 2015 do 25 czerwca 2016.
W Ameryce Północnej manga została wydana przez Seven Seas Entertainment, natomiast w Polsce przez Waneko.
| Nr | Język japoński    | Język japoński         | Język polski      | Język polski           |
| Nr | Data wydania      | ISBN                   | Data wydania      | ISBN                   |
| -- | ----------------- | ---------------------- | ----------------- | ---------------------- |
| 1  | 24 stycznia 2015  | ISBN 978-4-75-805990-9 | 27 listopada 2018 | ISBN 978-83-8096-435-8 |
| 2  | 25 czerwca 2015   | ISBN 978-4-75-803058-8 | 1 stycznia 2019   | ISBN 978-83-8096-436-5 |
| 3  | 25 listopada 2015 | ISBN 978-4-75-803135-6 | 27 marca 2019     | ISBN 978-83-8096-437-2 |
| 4  | 25 czerwca 2016   | ISBN 978-4-75-803201-8 | 28 maja 2019      | ISBN 978-83-8096-438-9 |

Sequel, zatytułowany Sennen meikyū no nana ōji -Eikyū kairō no kishi- (jap. 千年迷宮の七王子 永久回廊の騎士), był wydawany w czasopiśmie „Gekkan Comic Zero Sum” od 28 listopada 2016 do 28 kwietnia 2017. Wydawnictwo Ichijinsha zebrało jego rozdziały w jednym tankōbonie, wydanym 24 czerwca 2017. Tego samego dnia opublikowany został również spin-off zatytułowany Sennen meikyū no nana ōji gaiden -Akatsuki no ōja- (jap. 千年迷宮の七王子外伝 －暁の王者－).